# Skupščina Socialistične republike Slovenije
Skupščina Socialistične Republike Slovenije je bila ustanovljena z Ustavo SRS iz leta 1963 in je nasledila Ljudsko skupščino Ljudske republike Slovenije; Do 28. marca 1990 je bila parlamentarno telo bivše Socialistične republike Slovenije in je bila organ družbenega samoupravljanja in najvišji organ oblasti v zvezi z odločanjem in pravicami ter dolžnosti republike, v okviru tedanje Socialistične federativne republike Jugoslavije.
(23. junija)? 1990 je bila preimenovana v Skupščino Republike Slovenije)

## Sestava skupščine
Po Ustavi SRS iz leta 1963 imela Skupščina SRS kar pet zborov :
- splošni - republiški zbor, ki je predstavljal državljane oz. občane na osnovi enake in neposredne volilne pravice in štirje zbori delovnih skupnosti:
- gospodarski,
- prosvetno-kulturni,
- socialno-zdravstveni in
- organizacijsko-politični;
  - zadnji je bil z ustavnimi amandmaji leta 1968 preimenovan v družbenopolitični zbor, ostali trije zbori delovnih skupnosti pa so se združili v
  - enoten zbor delovnih skupnosti, tako da se je število zborov zmanjšalo na 3.

Po Ustavi SRS iz leta 1974 so Skupščino SRS sestavljali trije zbori:
- družbenopolitični zbor (50 stalnih delegatov; sestavljen iz enakega števila- po 10 delegatov vsake od petih družbenopolitičnih organizacij: ZKS, SZDL, Zveze sindikatov, ZSMS in ZZB NOV), voljenih na zaprti listi plebiscitarnega tipa (za - proti) in sicer v družbenopolitičnih zborih občinskih skupščin, ki so bili na enak način voljeni neposredno.
- zbor občin (vsako družbenopolitično skupnost je zastopal po en delegat: 60, nato 65, nazadnje 62 delegatov občin + delegat vsake od dveh oz. treh skupnosti občin: Mesto Ljubljana, Obalna skupnost ter v 80. letih še Maribor), ki so ga preko izvoljene delegacije delegirale skupščine občin in posebnih družbenopolitičnih skupnosti.
- zbor združenega dela, sestavljen iz 150 (nestalnih) delegatov, ki so jih volili v zborih združenega dela občinskih skupščin, delegirale pa t. i. "organizacije združenega dela" po panogah gospodarstva, kakor tudi prosvetno-kulturne, raziskovalne, socialno-zdravstvene, obrtne in temu podobne ter kmetijske dejavnosti, kot tudi državnih-upravnih organov ter eden iz oboroženih sil JLA.

O določenih vprašanjih so enakopravno z zbori odločale tudi skupščine samoupravnih interesnih skupnosti (SIS) za "družbene dejavnosti" (vzgojo in izobraževanje, raziskovalno dejavnost, kulturo, zdravstvo in socialno varstvo), pa tudi za infrastrukturo, energetiko ipd. na ravni republike.
Republiška skupščina je volila poleg Izvršnega sveta Skupščine SRS tudi svojo delegacijo v Zbor republik in pokrajin Zvezne skupščine, ki je štela 12 članov oz. delegatov in je bila sestavni del Skupščine SRS, pa tudi slovenskega člana predsedstva SFRJ (prvotno–1971 2 člana, tretji je bil predsednik slovenske skupščine); glej tudi Akcija 25 poslancev in volitve 1989, ki so bile prve na vserepubliški ravni z več kandidati; zmagovalnega kandidata je določil posvetovalni referendum, organiziran formalno še preko SZDL.
Zadnja Skupščina je bila izvoljena leta 1990 po prenovljeni zakonodaji, ki je upoštevala politični pluralizem. Njeni člani so razglasili neodvisnost Republike Slovenije ter zagotovili potrebno Ustavo RS in zakone, ki so bili podlaga za osamosvojitev Slovenije. Po prvih večstrankarskih volitvah 1990 oz. spremembah ustave je Skupščina RS še do konca leta 1992 ohranila osnovno strukturo s tremi zbori, ki so ostali iz prejšnje ureditve, s to razliko, da je imel vsak od njih enako število - 80 poslancev, skupaj jih je bilo torej izvoljenih 240.
Šele leto po njenem sprejemu so bile decembra 1992 volitve v Državni zbor in Državni svet RS na podlagi sedaj veljavne Ustave RS (1991).
Konec 60. let se je začela demokratizacija tudi v političnem sistemu z več kandidati za poslance in funkcije ter različnimi pobudami (Akcija 25 poslancev - Cene Matičič, Tone Remc, ...), kasneje pa se je individualna odgovornost poslancev, preimenovanih v fleksibilne (nestalne) delegate z imperativnim mandatom, ki naj bi jim ga dajala njihova volilna baza oz. delegacija, začela vse bolj izgubljati in zamegljevati, tako da je za "zaveso" tega "delegatskega sistema", temelječega na "pluralizmu samoupravnih interesov", ki naj bi bil "najnaprednejši politični sistem na svetu", a je bil prezapleten in preveč nepregleden, da bi ga lahko običajen človek lahko dojel in "vzel za svojega", prihajala do izraza zakulisna politika struktur pod vplivom ZK pod vodstvom starih "komunističnih krogov", saj so si na ta način spet (začasno) povrnili moč, ki so jo začeli izgubljati v omenjenem času.

## Vodstvo Skupščine (S)RS
- Predsedniki Skupščine SRS so bili:
  - Ivan Maček (1963 - 1967)
  - Sergej Kraigher (1967 - 1974) (podpredsednika Janko Rudolf in Jože Brilej; predsednik Republiškega zbora 1967-69 Joža Vilfan)
  - Marijan Brecelj (1974 - 1978)
  - Milan Kučan (1978 - 1982)
  - Vinko Hafner (1982 - 1986)
  - Miran Potrč (1986 - 1990)
- Predsednik Skupščine Republike Slovenije je bil
  - France Bučar (1990 - 1992)

## Mandatna obdobja/sklici skupščine:
- Skupščina Socialistične republike Slovenije (1963-?) (po ustavi iz 1963 se je polovica poslancev volila oz. menjala vsaki 2 leti: 1965, 1967 - do ustavnih amandmajev 1968, ki so to spremenili)
- Skupščina Socialistične republike Slovenije (1967-71-1974)
- Skupščina Socialistične republike Slovenije (1974-1978)
- Skupščina Socialistične republike Slovenije (1978-1982)
- Skupščina Socialistične republike Slovenije (1982-1986)
- Skupščina Socialistične republike Slovenije (1986-1990)
- Skupščina Republike Slovenije (1990 - 1992)